# ウマル・サディク
ウマル・サディク・メスバー（Umar Sadiq Mesbah, 1997年2月2日 - ）は、ナイジェリア・カドゥナ出身のサッカー選手。ラ・リーガ・レアル・ソシエダ所属。ナイジェリア代表。ポジションはFW。

## クラブ経歴

### キャリア初期
サッカー選手であった父の影響で、幼少時からカドゥナのストリートでボールを追いかけていた。後にアブジャFCに加入、クラブのクヴァルネルスカ・リヴィイェラ優勝に貢献し、スペツィア・カルチョのスカウトの目に留まることになった。スペツィアに移籍後、ユースのカテゴリで初シーズンから18試合に出場し、14ゴールの活躍を見せた。

### ローマ
スペツィアでの活躍から、同郷出身でありチームメイトであったアブドゥラヒ・ヌラと共に買い取りオプション付きのレンタル移籍でASローマに加入した。2015年11月21日に行われたボローニャFC戦の88分に投入され、セリエAデビューとなった。翌月20日のジェノアCFC戦に82分から途中出場すると、7分後にキャリア初ゴールを記録する。
シーズン終了後にオプションが行使され、ヌラと共にローマに完全移籍し4年契約を結んだ。

#### ボローニャ
2016年8月31日、ボローニャFCにレンタル移籍した。

#### トリノ
2017-18シーズン、トリノFCに買取オプション付きのレンタルで移籍した。しかしリーグ戦3試合の出場に留まり半年でレンタルバックとなった。シーズン後半はNACブレダへ貸し出され、リーグ戦12試合5得点の成績を残した。

#### レンジャーズ
2018年7月10日、レンジャーズFCにレンタル移籍した。スティーヴン・ジェラード監督からの電話が決め手になったことを語っている。しかし加入後はジェラードから改善を要求されるなど信頼を掴むことはできず、12月に契約を打ち切ってローマへ戻った。

#### ペルージャ
2019年1月9日、セリエBのペルージャ・カルチョにシーズン終了までのレンタルで移籍した。

#### パルチザン・ベオグラード
2019年7月、パルチザン・ベオグラードにレンタル移籍した。2020年1月、パルチザンに完全移籍した。

### UDアルメリア
2020年10月5日、UDアルメリアに移籍した。契約期間は5年間。

### レアル・ソシエダ
2022年9月1日、レアル・ソシエダに5年契約で加入。9月3日、第4節のアトレティコ・マドリード戦では途中出場からいきなり移籍後初ゴールを決めた。

### バレンシアCF
2025年1月4日、バレンシアCFに2025年6月30日までの半年間の買取オプション付きのレンタル移籍をした。レアル・ソシエダでのシーズン前半戦は途中出場が中心で出場数も12試合と出場機会が激減したことが理由とされている。

## 代表経歴

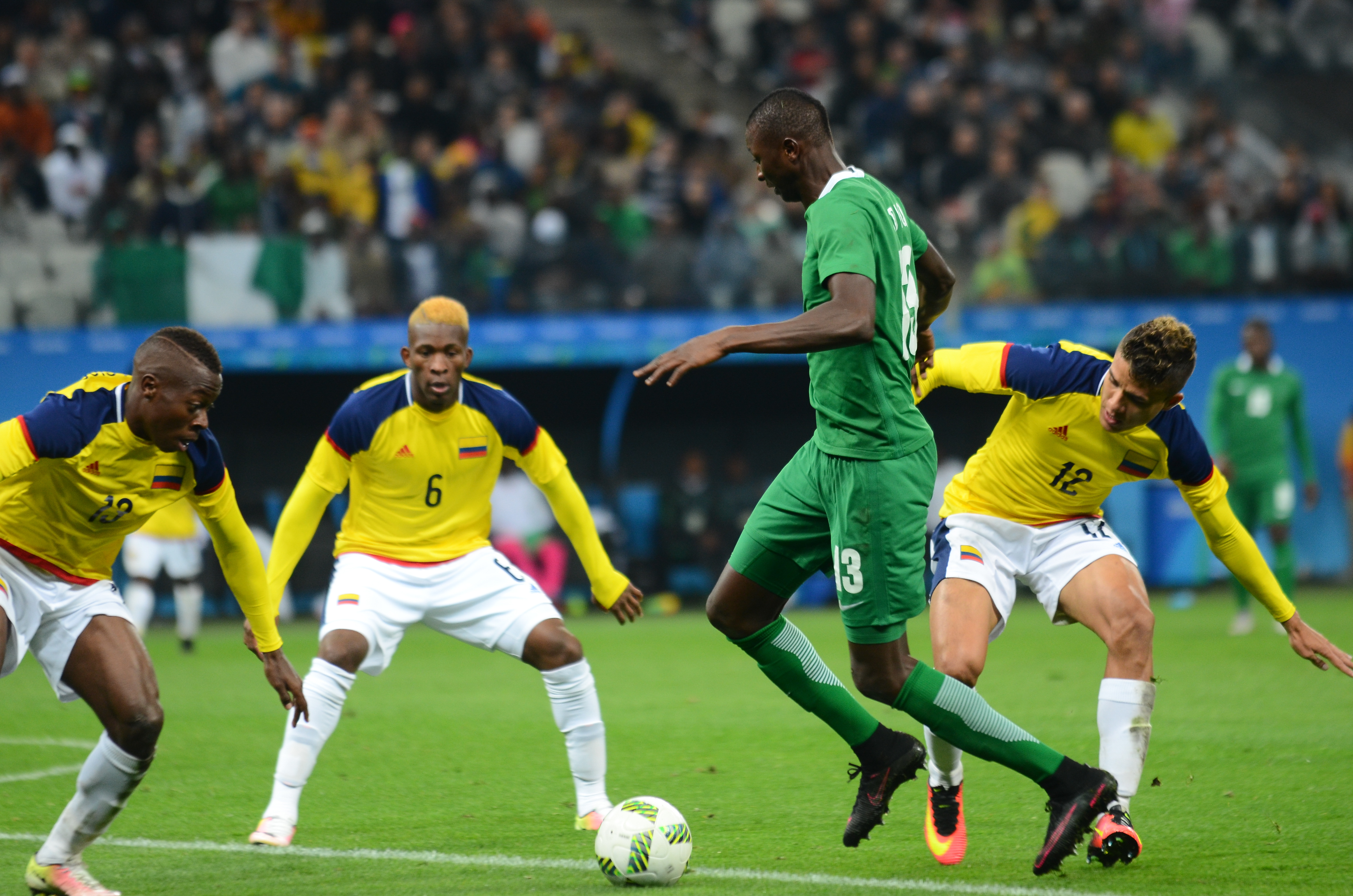
リオ五輪・コロンビア戦（2016年）

リオデジャネイロオリンピックの最終メンバーに登録された。
初戦の日本戦では、開始6分に先制ゴールを挙げた。試合はこの先制点を皮切りに互いに点を取り合うオープンな展開となり、最終的には5-4でナイジェリアが勝利した。自身は先制ゴールの他にPKを獲得し、チームの勝利に貢献した。続くスウェーデン戦では優勢に試合を進める中で相手のゴールをこじ開けられずにいたが、40分にスタンリー・アムジーのクロスを頭で押し込みゴールを挙げた。この得点が決勝点となり、コロンビア戦を未消化ながらナイジェリアのグループリーグ1位突破を確実なものとした。3位決定戦のホンジュラス戦では、両チームともスピードを活かした攻撃的なサッカーを展開する中で2得点を記録し、チームの銅メダル獲得に貢献した。

## 個人成績

### クラブでの成績
2021年7月5日現在
　出典：soccerway.com
| クラブ       | シーズン | リーグ戦         | リーグ戦 | リーグ戦 | カップ戦 | カップ戦 | リーグ杯 | リーグ杯 | UCL  | UCL  | UEL  | UEL  | その他 | その他 | 合計 | 合計 |
| クラブ       | シーズン | リーグ           | 試合     | 得点     | 試合     | 得点     | 試合     | 得点     | 試合 | 得点 | 試合 | 得点 | 試合   | 得点   | 試合 | 得点 |
| ------------ | -------- | ---------------- | -------- | -------- | -------- | -------- | -------- | -------- | ---- | ---- | ---- | ---- | ------ | ------ | ---- | ---- |
| スペツィア   | 2014-15  | セリエB          | 0        | 0        | 0        | 0        | -        | -        | -    | -    | -    | -    | -      | -      | 0    | 0    |
| ローマ       | 2015-16  | セリエA          | 6        | 2        | 0        | 0        | -        | -        | -    | -    | -    | -    | -      | -      | 6    | 2    |
| ローマ       | 2016-17  | セリエA          | 0        | 0        | 0        | 0        | -        | -        | 0    | 0    | -    | -    | -      | -      | 0    | 0    |
| ローマ       | 合計     | 合計             | 6        | 2        | 0        | 0        | -        | -        | 0    | 0    | -    | -    | -      | -      | 6    | 2    |
| ボローニャ   | 2016-17  | セリエA          | 7        | 0        | 0        | 0        | -        | -        | -    | -    | -    | -    | -      | -      | 7    | 0    |
| トリノ       | 2017-18  | セリエA          | 3        | 0        | 0        | 0        | -        | -        | -    | -    | -    | -    | -      | -      | 3    | 0    |
| NAC          | 2017-18  | エールディヴィジ | 12       | 5        | 0        | 0        | -        | -        | -    | -    | -    | -    | -      | -      | 12   | 5    |
| レンジャーズ | 2018-19  | プレミアシップ   | 1        | 0        | 0        | 0        | 2        | 0        | -    | -    | 1    | 0    | -      | -      | 4    | 0    |
| ペルージャ   | 2018-19  | セリエB          | 17       | 3        | 0        | 0        | -        | -        | -    | -    | -    | -    | 1      | 0      | 18   | 3    |
| パルチザン   | 2019-20  | スーペルリーガ   | 24       | 12       | 3        | 0        | -        | -        | -    | -    | 12   | 5    | -      | -      | 39   | 17   |
| パルチザン   | 2020-21  | スーペルリーガ   | 10       | 6        | 0        | 0        | -        | -        | -    | -    | 3    | 0    | -      | -      | 13   | 6    |
| パルチザン   | 合計     | 合計             | 34       | 18       | 3        | 0        | -        | -        | -    | -    | 15   | 5    | -      | -      | 52   | 23   |
| UDアルメリア | 2020-21  | セグンダ         | 40       | 20       | 3        | 2        | -        | -        | -    | -    | -    | -    | -      | -      | 43   | 22   |
| 合計         | 合計     | 合計             | 120      | 48       | 6        | 2        | 2        | 0        | 0    | 0    | 16   | 5    | 1      | 0      | 145  | 55   |

1. ↑  予選、プレーオフも含む。
2. ↑  予選、プレーオフも含む。

### 代表
2022年1月19日現在
国際Aマッチ 3試合 1得点（2022年 - ）
| ナイジェリア代表 | 国際Aマッチ | 国際Aマッチ |
| 年               | 出場        | 得点        |
| ---------------- | ----------- | ----------- |
| 2022             | 3           | 1           |
| 通算             | 3           | 1           |

### 代表での得点
| #  | 日時          | 会場                             | 対戦相手     | スコア | 最終結果 | 大会                           |
| -- | ------------- | -------------------------------- | ------------ | ------ | -------- | ------------------------------ |
| 1. | 2022年1月19日 | ガルア、スタッド・ルムデ・アジャ | ギニアビサウ | 1-0    | ○2-0     | アフリカネイションズカップ2021 |

1. ↑  勝(○)、分(▲)、敗(●)

## タイトル

### 代表

#### ナイジェリア U23
- 夏季オリンピック : 2016 (銅メダル)